# Николов, Момчил
Момчил Петров Николов (род. 3 марта 1985, Толбухин) — болгарский шахматист, гроссмейстер (2010).
Чемпион Болгарии 2016 года.
Участник 5-и личных чемпионатов Европы (2008—2010, 2012, 2019).
В составе национальной сборной участник 40-й шахматной олимпиады (2012) в г. Стамбуле.
В составе команды «Найден Войнов» участник 2-х Кубков европейских клубов (2010—2011). В 2010 году, выступая на 5-й доске, завоевал серебряную медаль в индивидуальном зачёте.
По состоянию на март 2021 года занимал 3-ю позицию в рейтинг-листе болгарских шахматистов.

## Изменения рейтинга
| Графики недоступны из-за технических проблем. См. информацию на Фабрикаторе и на mediawiki.org. |